# Gerhard Uhlhorn

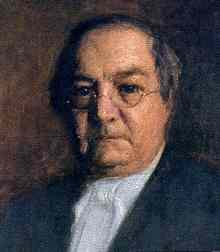
Gerhard Uhlhorn.

Johann Gerhard Wilhelm Uhlhorn, född den 17 februari 1826 i Osnabrück, död den 15 december 1901 i Hannover, var en tysk luthersk teolog. Han var far till Friedrich Uhlhorn.
Uhlhorn, som blev predikant i Hannover 1855, abbot i Loccum 1878, var en mångsidig författare på det kyrkohistoriska området (Kampf des Christentums mit dem Heidentum 1874, 6:e upplagan 1899, Christliche Liebesthätigkeit in der alten Kirche, 3 band, 1882–1890 med mera). Flera av Uhlhorns skrifter är översatta till svenska.